# Laminacauda vicana
Laminacauda vicana är en spindelart som först beskrevs av Eugen von Keyserling 1886.  Laminacauda vicana ingår i släktet Laminacauda och familjen täckvävarspindlar.
Artens utbredningsområde är Peru. Inga underarter finns listade i Catalogue of Life.